# Midland Bank
La Midland Bank, fondata nel 1836 a Birmingham e incorporata nella HSBC nel 1992, è stata una delle principali banche britanniche nel XIX e XX secolo.

## Storia

### La fondazione
La Midland Bank venne fondata da Charles Geach nel 1836 ed ebbe la prima sede in Union Street, a Birmingham. Si era nell'effervescenza suscitata dal Bank Charter Act inglese, che incoraggiava la costituzione di società per azioni in ambito bancario. La banca si avvantaggiò del dinamismo industriale della regione delle Midlands nell'Ottocento, al quale peraltro essa stessa contribuì. Negli anni trenta e Quaranta dell'Ottocento la Midland occupò un'importante nicchia nel mondo degli affari di Birmingham, specialmente nello sconto delle cambiali per i suoi clienti. Charles Geach, che veniva dalla Banca d'Inghilterra ed aveva 28 anni tessé stretti legami con gli industriali di Birmingham, nel campo delle fonderie d'acciaio, delle costruzioni ferroviarie. 

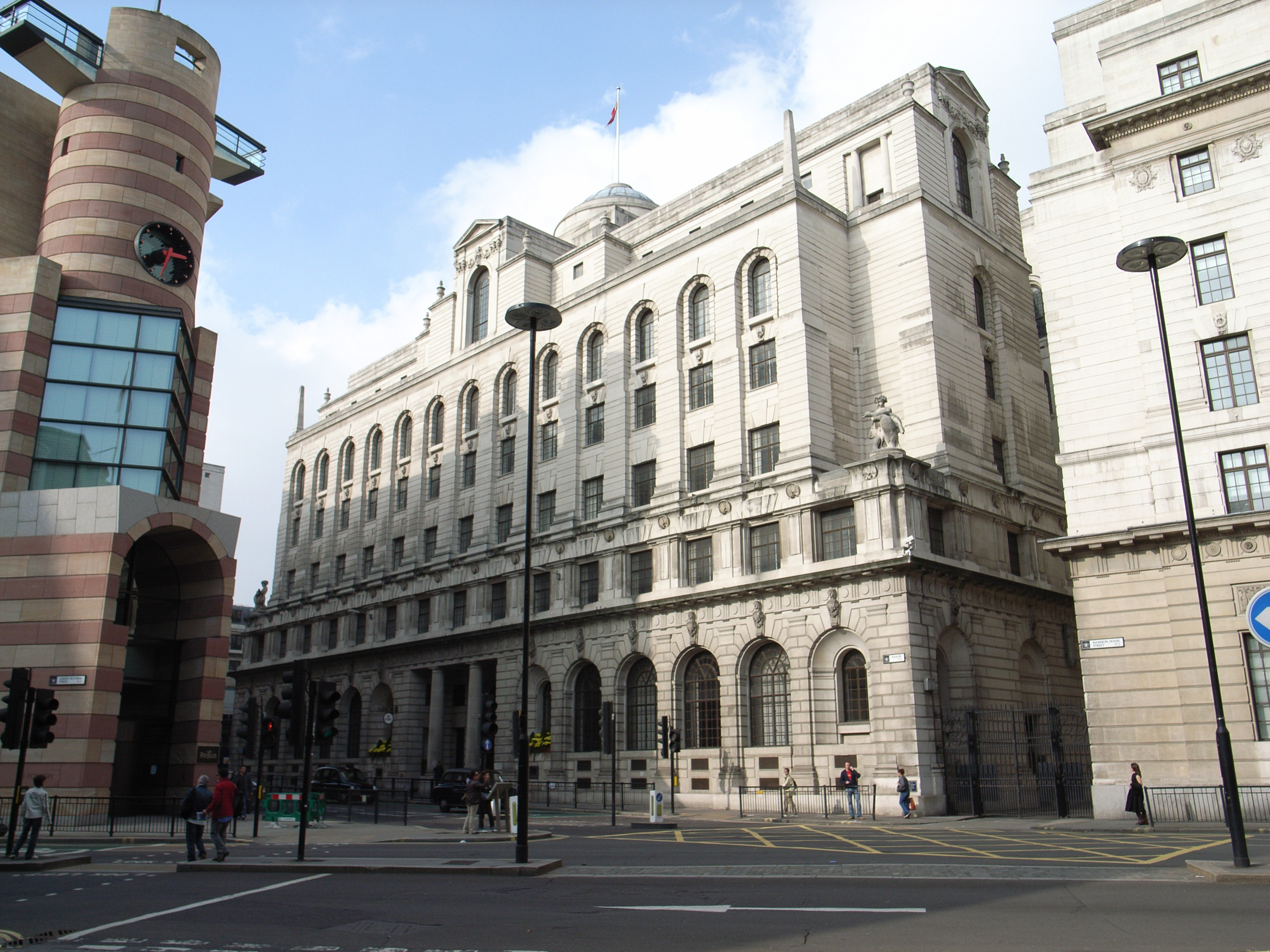
La sede di Londra, disegnata da Lutyens

### La gestione di Edward Hopkinson Holden

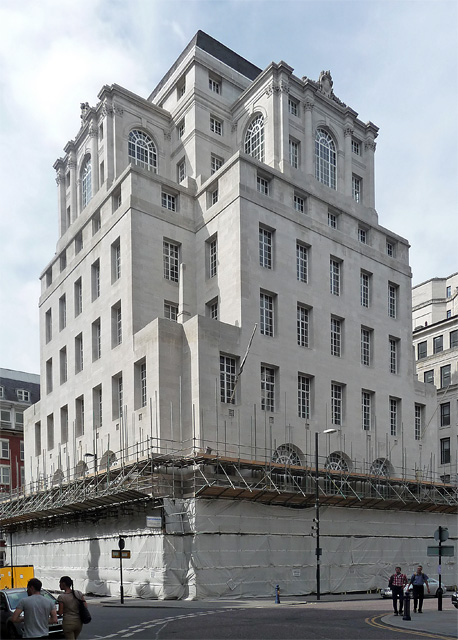
La sede di Manchester, disegnata da Lutyens

La banca fu guidata per trent'anni da Sir Edward Hopkinson Holden, prima come direttore generale (dal 1898 al 1908) e poi anche come Presidente del Consiglio d'Amministrazione (dal 1908 fino alla morte nel 1919).
Holden privilegiò una strategia di crescita esterna, acquisendo 27 banche locali fra il 1885 e il 1920. Questa politica aggressiva, che si distingueva dalla scelta difensiva adottata fra il 1896 e il 1913 dalla grande rivale, la Barclays Bank, derivava dall'accordo instaurato fra dodici banche familiari desiderose di ingrandirsi sufficientemente per sfuggire all'acquisizione da parte della Midland Bank o della National Provincial Bank.
In seguito alla fusione con la Central Bank of London Ltd. di Londra nel 1891, la Midland fu ribattezzata  London City and Midland Bank ed ebbe un seggio nella London Clearing House. Nel 1898 l'istituto acquisì anche la City Bank, che le portò in eredità un'agenzia di città a Londra.
A partire dall'anno 1900 i direttori delle filiali furono autorizzati a concedere crediti per importi superiori a quelli delle banche successivamente acquisite. L'organizzazione del gruppo, molto centralizzata, permetteva d'altronde ai clienti di trattare direttamente con la sede per superare i limiti di credito delle filiali.
Nel 1918, con una raccolta di 335 milioni di sterline, la Midland era la più grande banca del mondo. 
Holden allargò le attività anche oltremare; la Midland fu la prima banca britannica a istituire un settore di cambio valute e, dal 1919, aveva circa 650 banche corrispondenti nel mondo.
Nel 1919 acquisì la Clydesdale Bank.

### L'apogeo fra le due guerre
Dopo la prima Guerra mondiale le grandi banche britanniche si accordarono con il governo per non tentare più nuove fusioni senza il consenso del Tesoro. Conseguentemente, la Midland cominciò ad espandere la propria rete di filiali, ad aggiungere nuovi servizi bancari, a meccanizzare i sistemi, a pubblicizzare i propri servizi.
Nel 1923 fu adottato il nome definitivo Midland Bank Plc. La banca era una delle Big Four inglesi e lo rimase per buona parte del Novecento. 
Fra il 1921 e il 1939 fu edificata la sede centrale di Londra, su progetto dell'architetto John Alfred Gotch, assistito da Edwin Lutyens. L'edificio rappresentava l'orgoglio di essere la più grande banca del mondo.

### La ripresa nel Dopoguerra
La Midland era quotata al London Stock Exchange ed il titolo faceva parte del FTSE 100 Index.
Per diversificare le proprie attività nel 1972 la Midland guidò il consorzio che comprò l'agenzia di viaggi Thomas Cook. Nel 1977 ne divenne unica proprietaria, ma nel 1992 la rivendette

### L'acquisizione da parte della HSBC
La Hongkong and Shanghai Banking Corporation acquisì una quota del 14,9% della Midland Bank nel 1987, e ne nacque una forte collaborazione.
Nel 1992 la HSBC rilevò l'intera proprietà della Midland Bank, all'epoca una delle più grandi acquisizioni bancarie della storia. Questo permise alla Hongkong and Shanghai di avere una presenza significativa in Europa, che le era necessaria per completare la sua attività in Asia e America. Nel 1993 la HSBC trasferì la propria sede centrale a Londra, entrando sotto il controllo della Banca d'Inghilterra. La Midland Bank fu ribattezzata HSBC Bank (Europe) nel 1999.